# Mundelfingen
Mundelfingen ist ein Dorf und heute Ortsteil von Hüfingen im Südwesten von Baden-Württemberg im Schwarzwald-Baar-Kreis. Die nächstgrößeren Orte sind Hüfingen, etwa 6,5 km nördlich, Bonndorf etwa 11 km südwestlich und Blumberg etwa 6 km südöstlich. Schaffhausen in der Schweiz befindet sich etwa 23 km südlich.

## Geographie

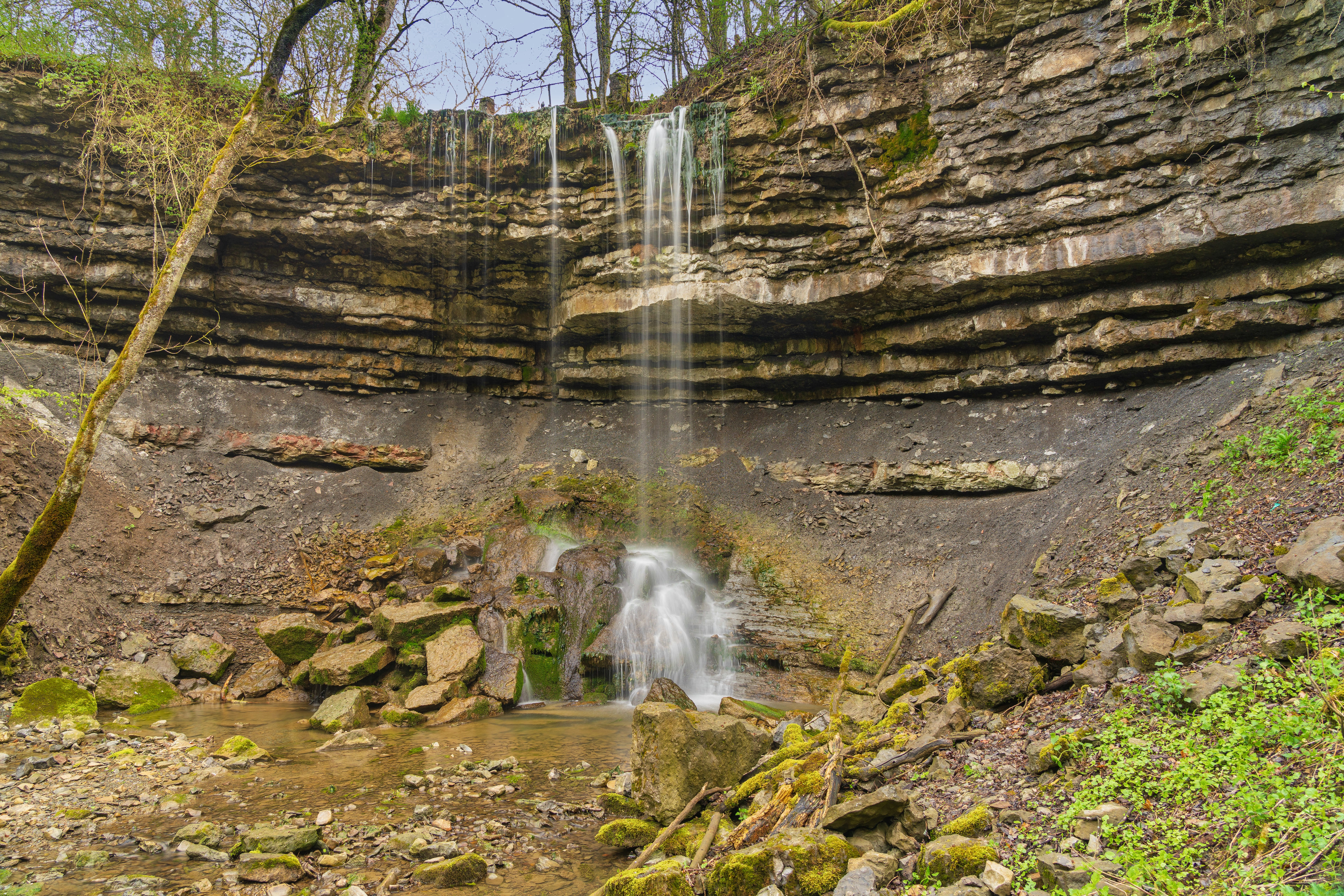
Mundelfinger Wasserfall

Das Dorf auf dem Hochplateau der Baar zwischen Südschwarzwald und Südwestalb hat eine Höhe von 500 bis 800 Metern. Der im Kohlwald entspringende Aubach fließt zuerst durch den Ort, hat dann einen 10 Meter hohen Wasserfall und mündet bei Aselfingen in die Wutach. Siehe auch: Liste der Wasserfälle in Deutschland

### Gliederung
Das Dorf besteht neben dem Kerndorf aus dem Ober-, Unter- und Hinterdorf. In den 1970er und 1980er Jahren wurde das damalige Neubaugebiet „Alpenstraße“ und „Auf Breiten“ mit Zweifamilienhäusern erschlossen, in den 1990er Jahren der Randenweg durch eine Stichstraße parallel zum Aubach mit Wohnhäusern erweitert und seit der Jahrtausendwende wird das Neubaugebiet „Auf Engelen“ bebaut. Des Weiteren sind vier Landwirte in neu erbaute Höfe um das Dorf ausgesiedelt. Zu guter Letzt befindet sich ein alter Bauernhof auf der Jungviehweide in einem Tal zwischen Mundelfingen und Aselfingen, derzeit als „Birk-Hof“ firmierend.

## Geschichte
Die erste nachgewiesene Erwähnung erfolgte 802 als „Munolvingas“ in einer Schenkungsurkunde des Grafen Berthold an das Kloster St. Gallen. (Die Erwähnung eines Ortes „Mundulfingen“ im Jahr 773 in einer Urkunde des Lorscher Codex anlässlich einer Schenkung an das Kloster Lorsch könnte sich evtl. auf Mundelfingen beziehen. Es besteht dafür allerdings keine hinreichende Sicherheit.) Zunächst gehörte die Ortschaft mit allen Pflichten und Rechten den Zähringern, bis das Haus Fürstenberg im Jahr 1283 diese ablösten. Bis zum Jahr 1805 blieb der Ort bei den Fürstenbergern. Von 1380 bis 1619 belehnten die Fürstenberger die Edlen von Schellenberg in Hüfingen mit der Ortschaft.

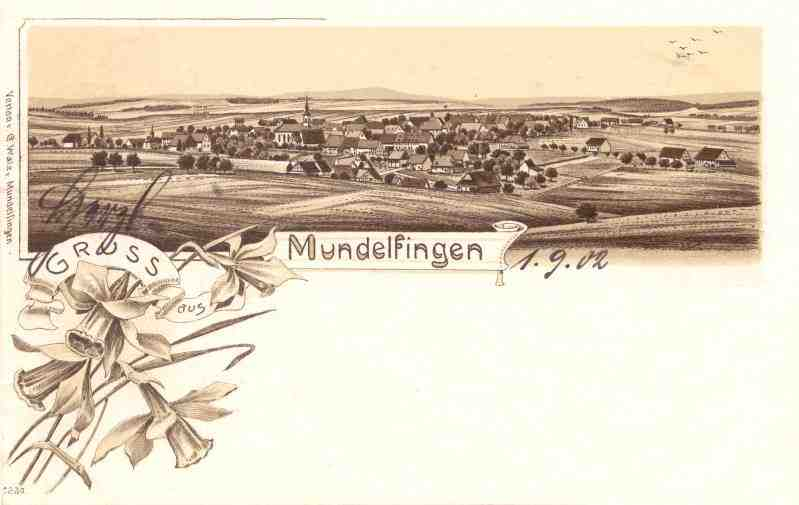
Ansichtskarte von Mundelfingen um 1902

Im Oktober 1524 und April 1525 zogen Bauerntruppen durch den Ort, um sich – im Zuge des Bauernkrieges – gegen die Erpressung und Unterdrückung der adligen Herren zu wehren. Bedeutend Schlimmeres verursachte der Dreißigjährige Krieg in Mundelfingen: Nach den Hungersnöten und Missernten in den Jahren 1622 und 1628 war das Dorf wirtschaftlich geschwächt; als dann 1632 die Franzosen und Schweden im Ort einfielen und ihn plünderten und verwüsteten, war Mundelfingen dem Ruin nahe. Es dauerte Jahrzehnte, bis die Ortschaft die schweren Schicksalsschläge überwunden hatte.
Wenige Jahre der Ruhe und des Friedens waren ihm vergönnt: Der Pfälzische Erbfolgekrieg im ausgehenden 17. Jahrhundert und die Einquartierungen und Kriegslieferungen während der Napoleonischen Zeit verhinderten für lange Zeit wirtschaftliche Prosperität. Am Deutsch-Französischen Krieg von 1870/71 beteiligten sich 12 Bürgersöhne, und im Ersten Weltkrieg wurden 116 Soldaten eingezogen. Im Zweiten Weltkrieg sollte das Dorf von 70 deutschen Mannschaften gegen die von Döggingen anrückenden Franzosen gehalten werden. In Mundelfingen wurden im Verlauf des Krieges 48 Häuser zerstört; die Schäden wurden von amtlicher Seite auf 34.000 Goldmark geschätzt.
Über Jahrhunderte hinweg bildete die Landwirtschaft die dominierende Haupterwerbsquelle der Einwohner von Mundelfingen. Erst mit dem Einzug der Industrialisierung begann sich die Sozialstruktur des Dorfes zu verändern. Die Zahl derer, die noch in der Landwirtschaft beschäftigt sind, reduzierte sich im Laufe der letzten zwei Jahrzehnte erheblich und immer mehr Einwohner finden ihr Einkommen als Auspendler in den umliegenden Gemeinden mit Industriebetrieben.

### Eingemeindungen
Die Gemeinde Mundelfingen wurde im Rahmen der Verwaltungsreform im Kommunalbereich am 1. Januar 1975 in die Stadt Hüfingen eingemeindet. Obgleich hierzu ein Eingliederungsvertrag zwischen der Gemeinde Mundelfingen und der Stadt Hüfingen unterzeichnet wurde, geschah dies angesichts einer Ankündigung der Landesregierung, welche die Verwaltungsreform notfalls per Gesetz zum Abschluss bringen wollte, gezwungenermaßen.

## Sprache
Im Dorf wird von der Mehrheit der Einwohner alemannisch gesprochen.

## Kultur und Sehenswürdigkeiten

### Bauwerke

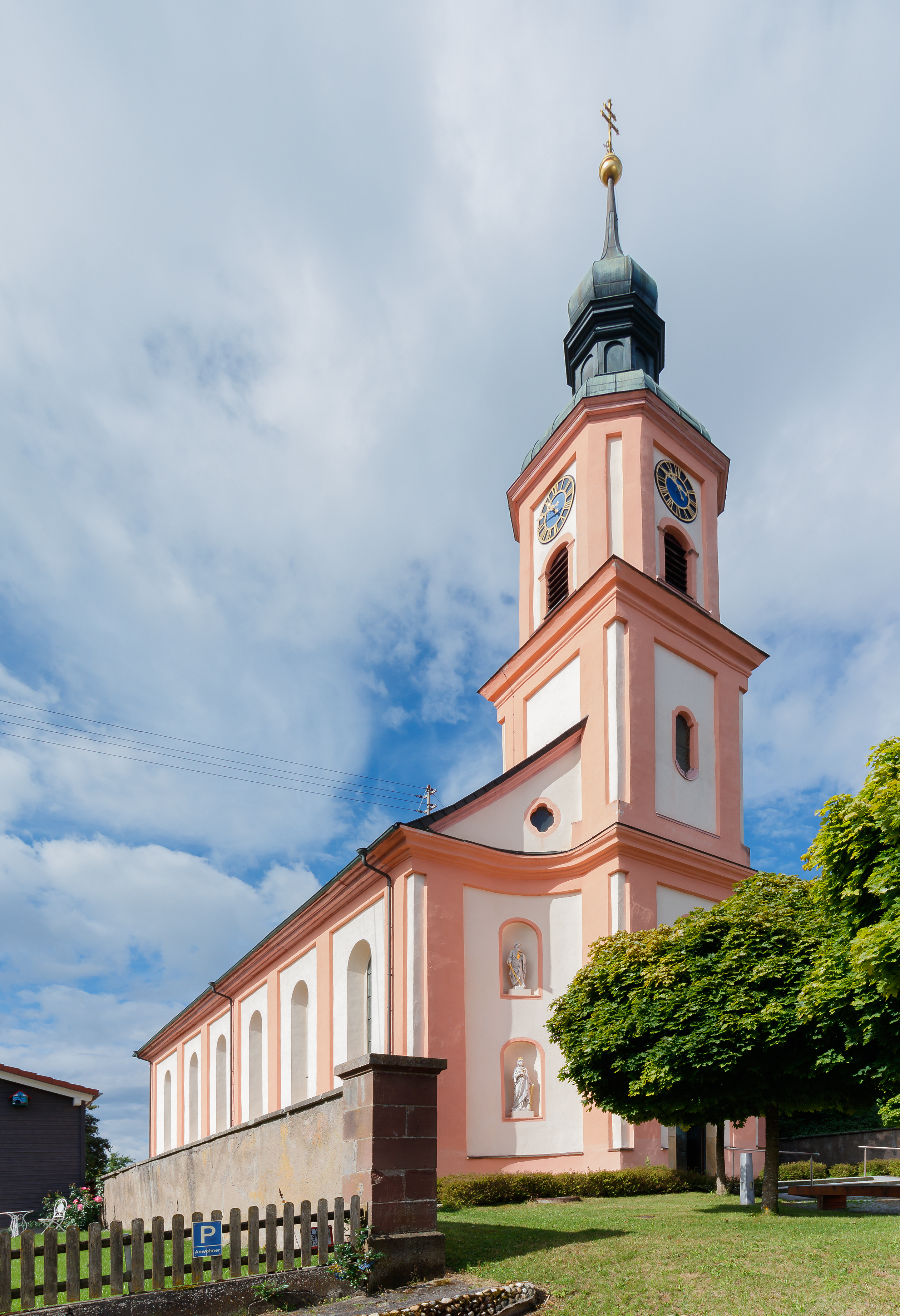
St. Georg

- Katholische Barockkirche St. Georg von Peter Thumb

## Wirtschaft und Infrastruktur

### Verkehr
Das Dorf liegt an der Landesstraße 171, die die 19,4 Kilometer voneinander entfernten Städte Bonndorf und Donaueschingen verbindet. Des Weiteren beginnt jeweils eine Kreisstraße nach Döggingen und eine nach Opferdingen.
Die Buslinie 7260 der SBG bedient alle Ortschaften an der Landesstraße 171.

### Bildungseinrichtungen
Das Dorf hat eine Grundschule mit den Klassenstufen 1 bis 4, die Schellenberger-Schule im Erdgeschoss des Rathauses. Des Weiteren gibt es eine katholische öffentliche Bücherei.

## Persönlichkeiten
- Johann Evangelist Engesser (1778–1867), badischer Politiker und ehemaliger Direktor der katholischen Kirchensektion des Ministeriums des Innern in Karlsruhe, war mehrere Jahre Pfarrer in Mundelfingen[5]
- Willibald Strohmeyer (1877–1945), katholischer Priester